# NGC 5705
NGC 5705 ist eine 13,2 mag helle balkenspiralförmige Low Surface Brightness Galaxy vom Hubble-Typ SBcd im Sternbild Jungfrau und etwa 78 Millionen Lichtjahre von der Milchstraße entfernt.
Sie wurde am 17. Mai 1884 von Édouard Stephan entdeckt.